# کلود موتافیان
کلود موتافیان (ارمنی: Կլոդ Մութաֆյան؛ زادهٔ ۲۷ ژوئیهٔ ۱۹۴۲) تاریخ‌نگار، و ریاضی‌دان ارمنی‌تبار اهل فرانسه است. وی عضو خارجی فرهنگستان ملی علوم ارمنستان می‌باشد. کلود فرزند زاره موتافیان است. وی متخصص در زمینه تاریخ ارمنستان می‌باشد.